# Warwick Dalton
Warwick Dashwood Hirtzel Dalton (nascido em 19 de fevereiro de 1937) é um ex-ciclista neozelandês que competia no ciclismo de pista.
Nos Jogos do Império Britânico e da Commonwealth de 1958 em Cardiff, conquistou a medalha de bronze competindo em 1 km contrarrelógio por equipes e perseguição individual.
Competiu em duas Olimpíadas, em Melbourne 1956 e em Roma 1960, com o seu melhor resultado em Melbourne ao terminar na nona posição na corrida de 1 km contrarrelógio por equipes.
Conquistou o título australiano de ciclismo em estrada no ano de 1963.